# Kitaj-Gorod (Moskvas tunnelbana)
Kitaj-Gorod (ryska: Кита́й-го́род) är en tunnelbanestation på Kaluzjsko–Rizjskajalinjen och Tagansko–Krasnopresnenskajalinjen i Moskvas tunnelbana. 
Stationen består av två separata, parallella stationshallar med en korridor för passage mellan dem. Den västra kallas Kristall (Kristallen) och har två rader av kantiga pyloner klädda med ljusgrå marmor. Stora metallkornischer löper längs basen av taket och i dem finns dolda  belysningslampor. Väggarna är i ljus marmor och golvet grå granit. Den östra hallen kallas Garmosjka (Dragspelet) eftersom dess pyloner (i gulaktig marmor) som ser ut som ett sträckt dragspel parallellt med hallens längd. Väggarna har gråaktig marmor och golvet består av ljus granit. 